# Oligoplites palometa
 Oligoplites palometa  és una espècie de peix de la família dels caràngids i de l'ordre dels perciformes.

## Morfologia
Els mascles poden assolir els 49,7 cm de longitud total.

## Distribució geogràfica
Es troba des de Guatemala fins a Sao Paulo (Brasil).